# 1990er
Portal Geschichte | Portal Biografien | Aktuelle Ereignisse | Jahreskalender | Tagesartikel

◄ |
19. Jh. |
20. Jahrhundert
| 21. Jh.

◄ |
1960er |
1970er |
1980er |
1990er
| 2000er | 2010er | 2020er | ►

1990 |
1991 |
1992 |
1993 |
1994 |
1995 |
1996 |
1997 |
1998 |
1999
Die 1990er umfassen die Jahre von 1990 bis 1999. Sie waren geprägt von einer Neuordnung der Welt nach dem Ende des Kalten Kriegs. Aus großen Teilen der Sowjetunion wurde die GUS. Wesentliche geopolitische Entwicklungen waren die deutsche Wiedervereinigung, der Zweite Golfkrieg und die Jugoslawienkriege.
Die Grundlagen für bedeutende gesellschaftliche Umbrüche wurden durch die fortschreitende Digitale Revolution in Form zunehmender beruflicher und privater Nutzung von Computern und Mobiltelefonen sowie dem Aufkommen des Internets (insbesondere des World Wide Webs und E-Mail) gelegt.

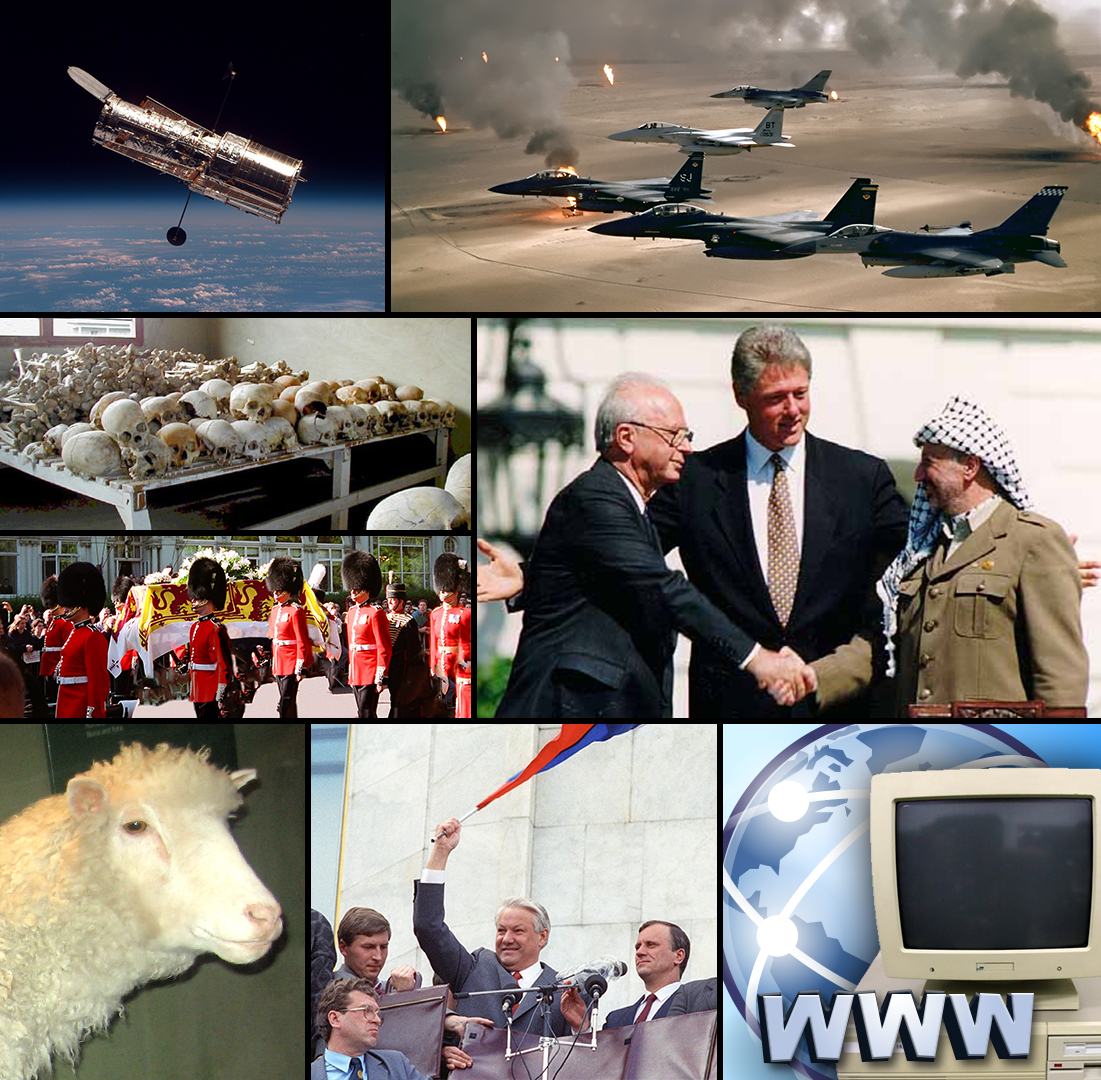
Montage wichtiger Ereignisse der 1990er. Von oben links, im Uhrzeigersinn: Das Hubble-Weltraumteleskop umkreist die Erde nach dessen Start im Jahr 1990; Amerikanische F-16 und F-15 fliegen über brennende Ölfelder im Zweiten Golfkrieg 1991; Die Unterzeichnung des Oslo-Abkommen am 13. September 1993; Das World Wide Web gewinnt weltweit an Popularität; Boris Jelzin und seine Anhänger stehen auf einem Panzer, im Widerstand gegen den Augustputsch, der zum Zerfall der Sowjetunion am 26. Dezember 1991 führt; Dolly das Schaf ist das erste Säugetier, das aus einer erwachsenen Körperzelle geklont wurde; Die Bestattung von Diana, Princess of Wales, die von Millionen Menschen betrauert wurde; Hunderttausende Tutsi werden beim Völkermord in Ruanda 1994 getötet. Dies sollte ein Faktor bei der Auslösung des Zweiten Kongokriegs werden.

## Ereignisse
Europa

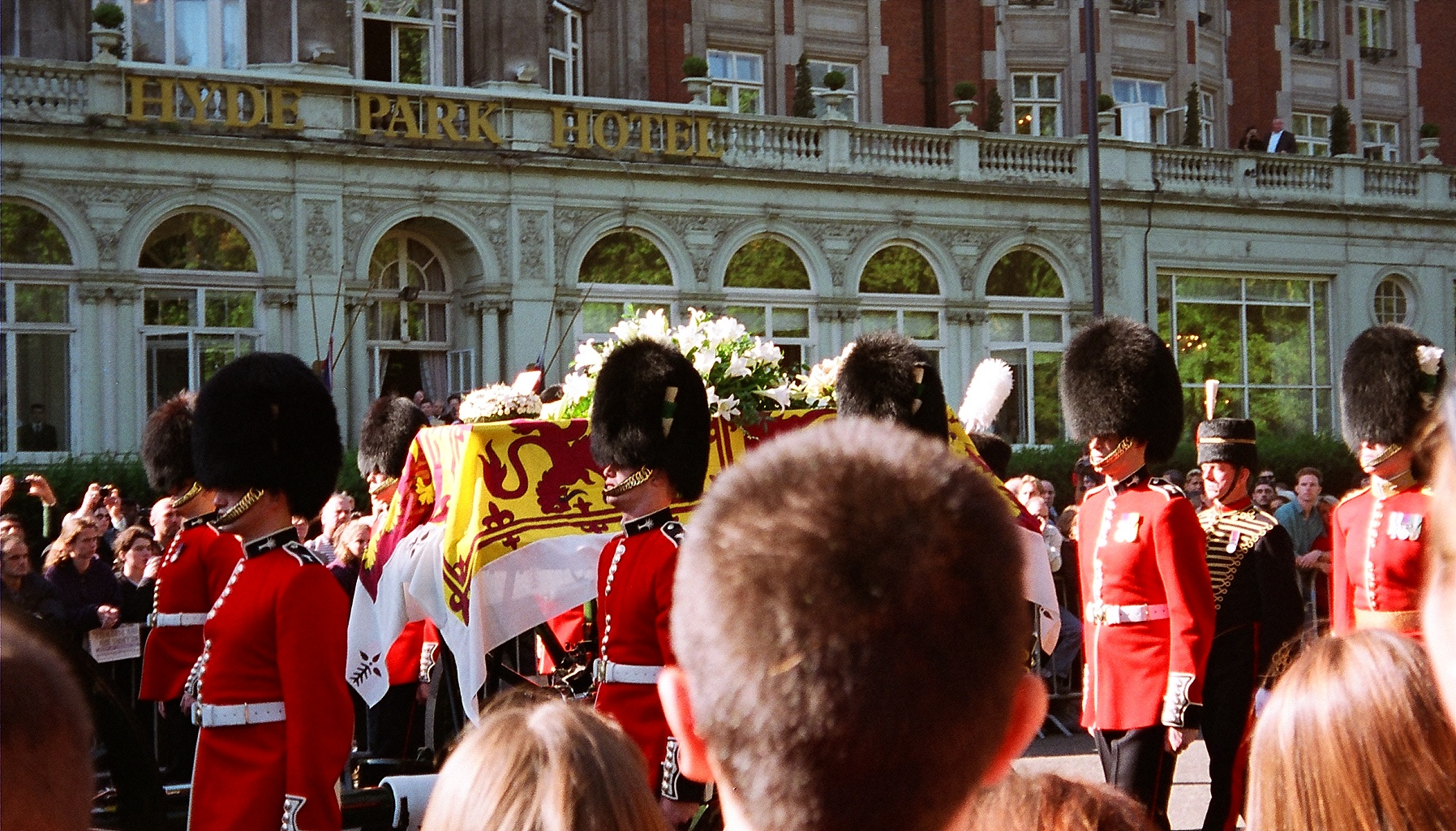
Prinzessin Diana wird zu Grabe getragen (1997)

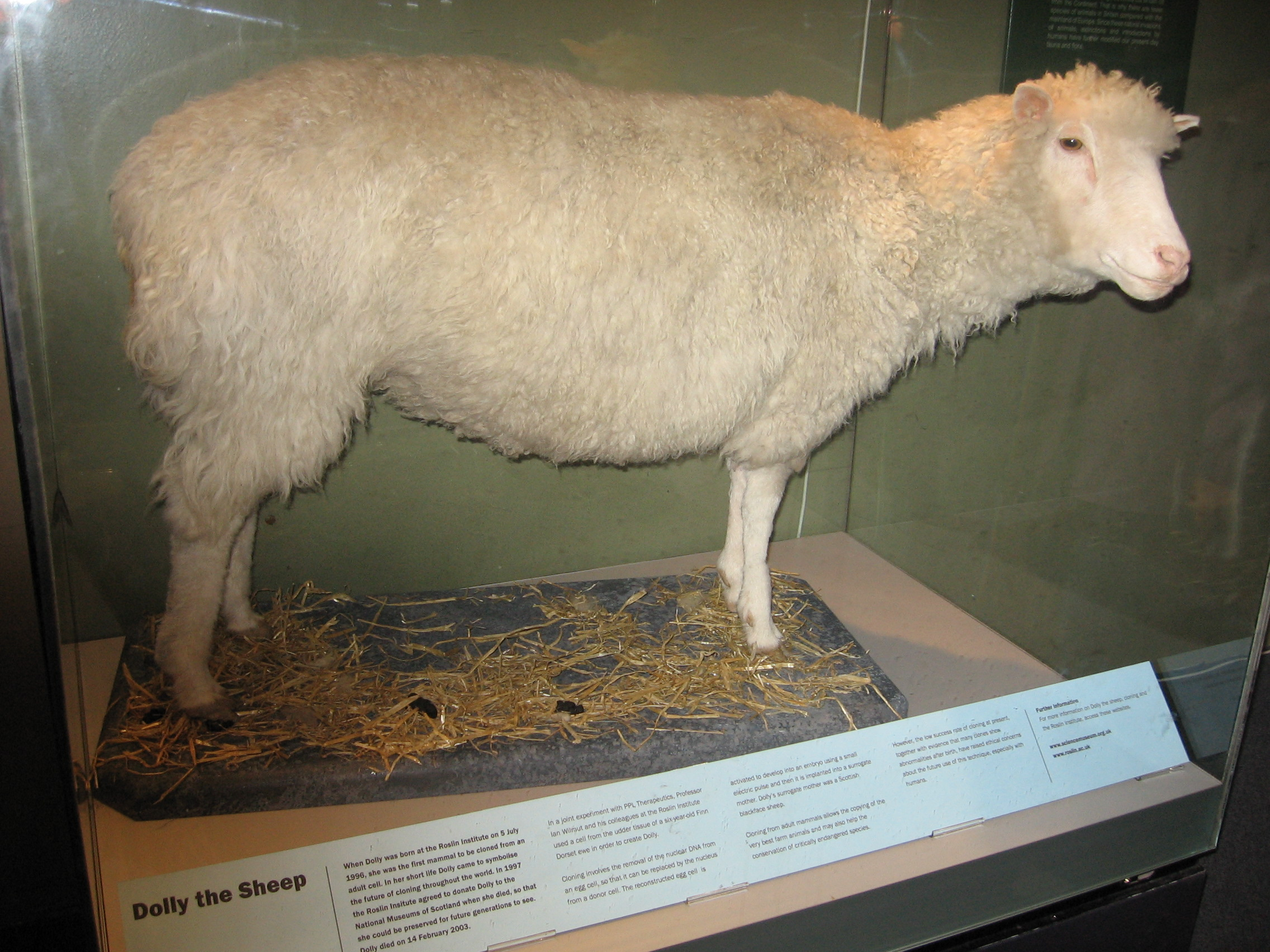
Das Schaf Dolly war das erste aus adulten Zellen geklonte Säugetier (hier ausgestellt im Royal Museum of Scotland)

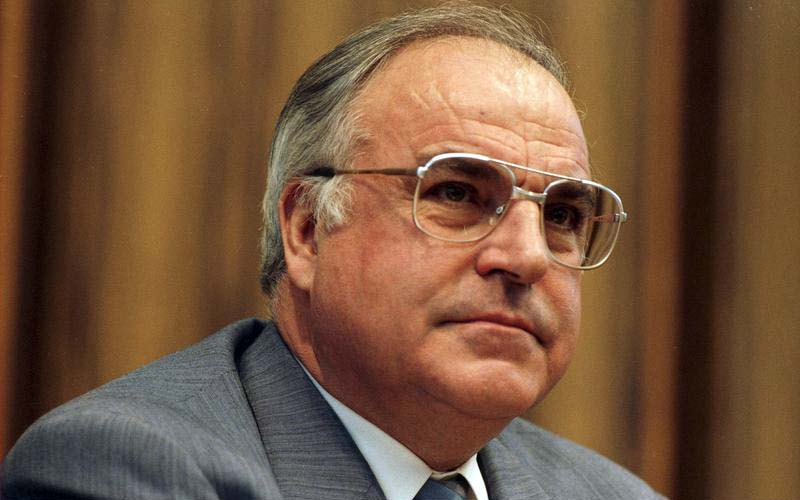
Helmut Kohl als Bundeskanzler, 1987

- 1990: Wiedervereinigung Deutschlands.
- 1990: Der Grüne Punkt als Kennzeichen für recyclebare Verpackungen wird in Deutschland eingeführt. Die entsprechende Verordnung tritt 1991 in Kraft.
- 1990: Innerhalb eines Jahres werden sowohl auf Bundesinnenminister Wolfgang Schäuble wie auch auf SPD-Kanzlerkandidat Oskar Lafontaine Attentate verübt, bei denen beide jeweils lebensgefährlich verletzt werden.
- 1991–1995: Zerfall Jugoslawiens. Innenpolitische Differenzen führen zu Unabhängigkeitserklärungen der Teilrepubliken Slowenien, Kroatien, Mazedonien und Bosnien-Herzegowina: Eine Reihe von Jugoslawienkriegen bricht aus.
- 1992: Der Vertrag von Maastricht als Grundlage der EU wird unterzeichnet. Er tritt am 1. November 1993 in Kraft.1992: Die Schweiz lehnt einen Beitritt zum Europäischen Wirtschaftsraum ab.
- 1992: Das Jahr geht für die britische Königsfamilie als „Annus horribilis“ in die Geschichte ein.
- 1993: Die Tschechoslowakei löst sich auf. Die Nachfolgestaaten Slowakei (Slowakische Republik) und Tschechien (Tschechische Republik) entstehen.
- 1993: In Deutschland werden nur noch Autos mit eingebautem 3-Wege-Katalysator zugelassen.
- 1994: Aus der Deutschen Bundesbahn und der Deutschen Reichsbahn wird durch Privatisierung im Rahmen der Bahnreform die Deutsche Bahn AG.
- 1994: Mit der Festnahme von Arno Funke alias Dagobert, endet der längste und aufwändigste Erpressungsfall der deutschen Kriminalgeschichte.
- 1994: Der Untergang der estnischen Ostseefähre Estonia auf dem Weg von Tallinn nach Stockholm fordert 852 Todesopfer.
- 1995: Aus der Deutschen Bundespost wird durch Privatisierung die Deutsche Post AG. Auch die Deutsche Telekom entsteht aus der bereits ausgegliederten Deutschen Bundespost Telekom.
- 1995: Schweden, Finnland und Österreich treten der EU bei.
- 1995: Bei dem Massaker von Srebrenica werden bis zu 8000 Bosniaken getötet.
- 1996: Das Schaf Dolly, erstes aus adulten Zellen geklontes Säugetier der Welt, wird geboren.
- 1997: Bundespräsident Roman Herzog hält seine bekannte Ruck-Rede, in der er fordert, durch Deutschland müsse ein „Ruck“ gehen.
- 1997: Am 31. August stirbt Prinzessin Diana bei einem Autounfall in Paris. Die Beerdigung findet vor weltweitem TV-Publikum am 6. September in London statt.
- 1998: Nach der Bundestagswahl endet nach 16 Jahren die Ära von Helmut Kohl als Bundeskanzler.
- 1998: Die Deutsche Telekom verliert ihr Monopol bei In- und Auslandsgesprächen.
- 1999: Kosovokrieg. Die NATO beginnt nach ergebnislosen Verhandlungen Luftangriffe auf die Bundesrepublik Jugoslawien.
- 1999: Der Wahlsieg der FPÖ mit Jörg Haider, der nach der Landtagswahl Landeshauptmann von Kärnten wird, löst internationales Aufsehen und Befürchtungen eines Rechtsrucks Österreichs aus.
- 1999: Einführung der europäischen Gemeinschaftswährung – jedoch nicht in allen europäischen Ländern – Euro (€) als Buchgeld.

Weltweit
- 1990: Namibia wird unabhängig, erster Präsident ist Sam Nujoma (SWAPO).
- 1990: Einreisen ohne Visum in die Ostblock-Staaten.
- 1990: Ein Vertrag in Taif in Saudi-Arabien zwischen den Libanesen beendet den Libanesischen Bürgerkrieg.
- 1991: Zweiter Golfkrieg: Der Irak überfällt Kuwait; alliierte Kräfte unter der Führung der USA befreien den Golfstaat.
- 1991: Mit der Unabhängigkeitserklärung der baltischen Staaten wird der Zerfall der Sowjetunion eingeleitet. Die Auflösung des „Ostblocks“ setzt sich nach dem gescheiterten Augustputsch in Moskau fort. Die GUS wird gegründet. Boris Jelzin wird erster demokratisch gewählter Präsident Russlands.
- 1992–1995: UNOSOM-Einsätze in Somalia (UNOSOM I, UNOSOM II, Schlacht von Mogadischu am 3. Oktober 1993).
- 1992: Bill Clinton wird zum 42. US-Präsidenten gewählt.
- 1992: Rigoberta Menchú erhält den Friedensnobelpreis für ihren Einsatz für die Rechte der Indigenen.
- 1993: Der berüchtigte Drogenhändler Pablo Escobar wird nach langer Verfolgungsjagd von Spezialeinheiten aufgespürt und stirbt.
- 1993: Auf das World Trade Center in New York wird von islamistischen Terroristen ein erster Terroranschlag verübt.
- 1993: Eritrea erlangt seine Unabhängigkeit von Äthiopien.
- 1993: Schlacht von Mogadischu.
- 1994: Der Völkermord in Ruanda kostet zirka 800.000 bis 1.000.000 Menschenleben.
- 1994: Nach dem Ende der Apartheid wird Nelson Mandela zum ersten schwarzen Präsidenten Südafrikas gewählt.
- 1995: Friedensabkommen von Oslo zwischen Israel und der PLO.
- 1995: Beim Bombenanschlag auf das Murrah Federal Building in Oklahoma City sterben 168 Menschen.
- 1998: Die so genannte Lewinsky-Affäre erlangt weltweite Bekanntheit.
- 1998: Der Aufbau der Internationalen Raumstation (ISS) beginnt.
- 1998: Eisenbahnunfall von Eschede: Der ICE „Wilhelm Conrad Röntgen“ entgleist aufgrund eines defekten Radreifens bei Eschede und reißt dadurch eine Straßenbrücke ein, 101 Menschen sterben.
- 1999: Der Amoklauf an der Columbine High School, bei dem 15 Menschen sterben, erregt weltweites Aufsehen.
- 1999: Boris Jelzin tritt als Präsident Russlands zurück und übergibt die Amtsgeschäfte an Wladimir Putin.

## Kulturgeschichte

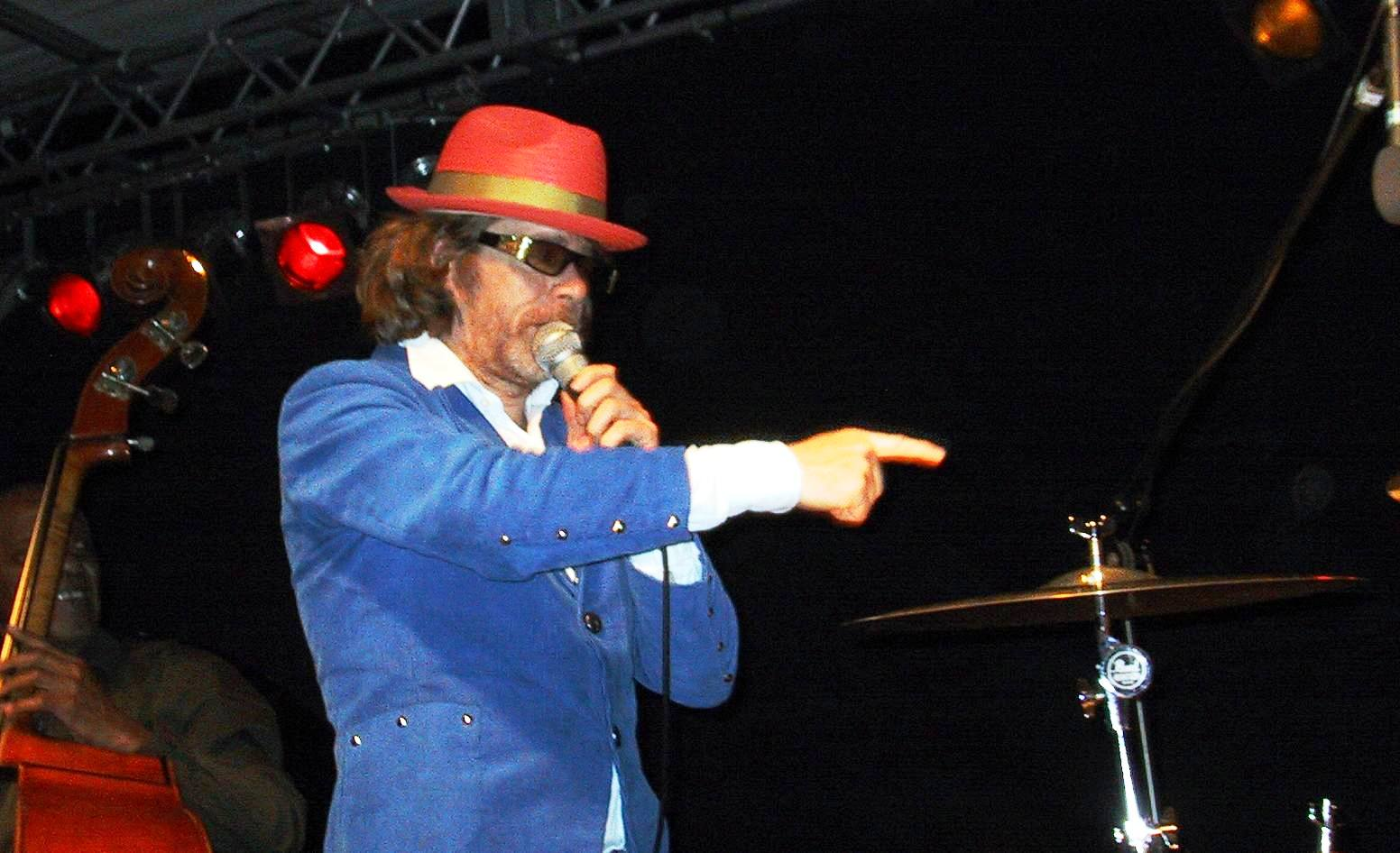
Helge Schneider

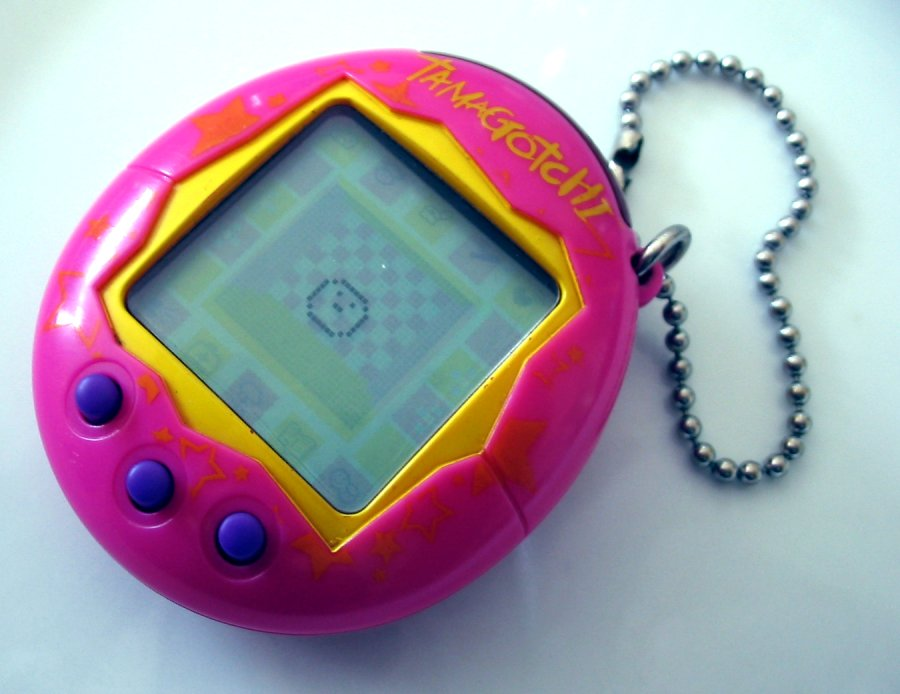
Tamagotchi

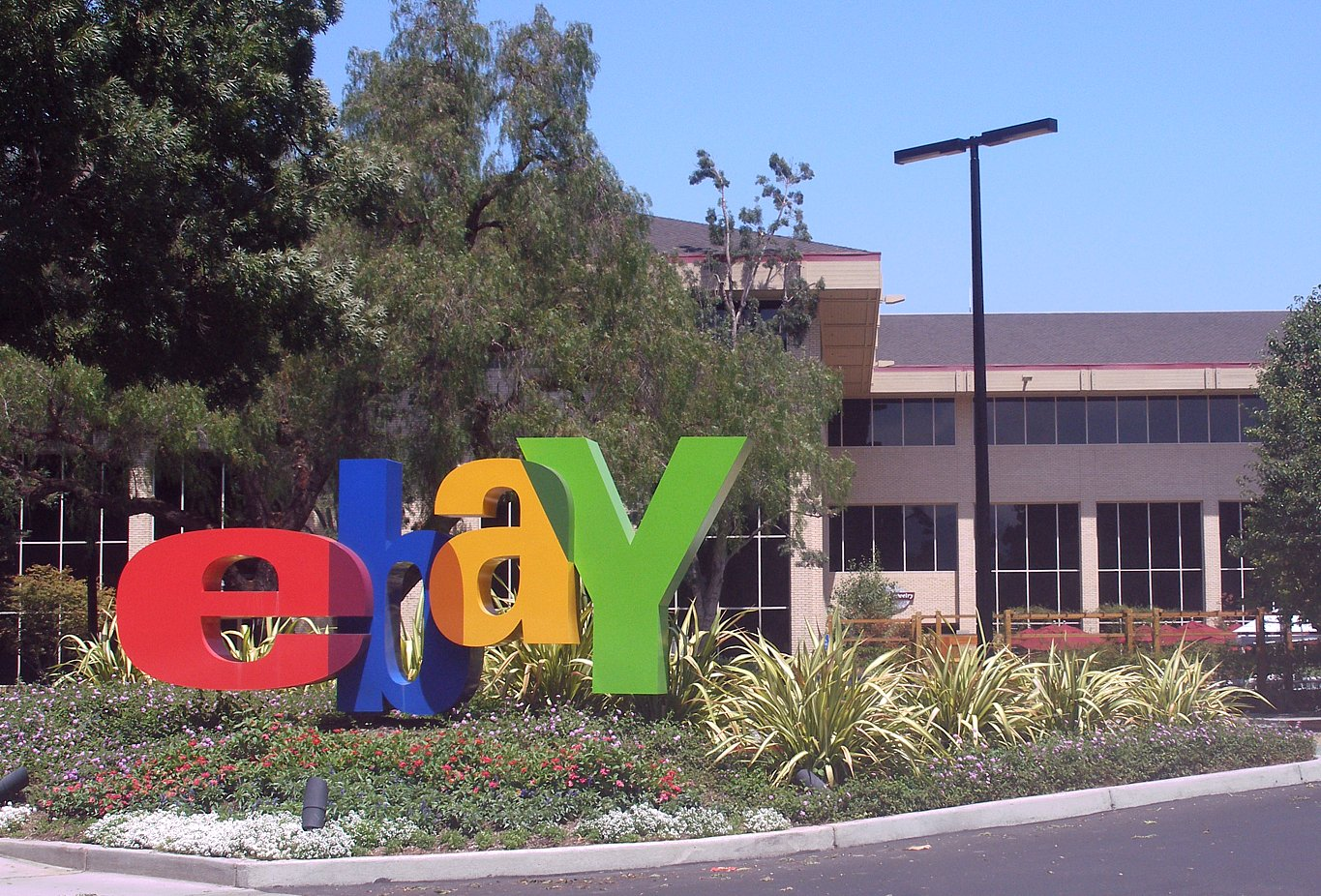
eBay, Gründung 1995

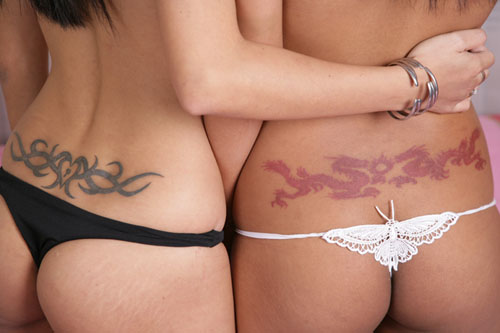
Arschgeweih

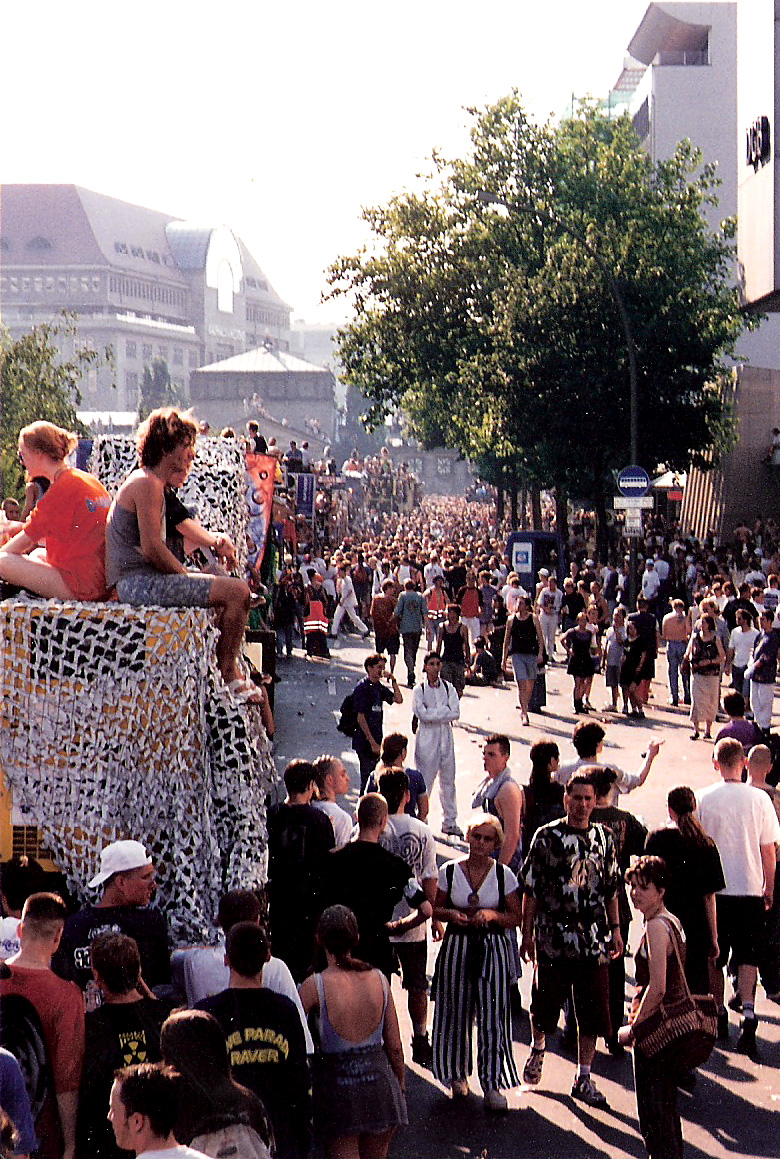
Loveparade 1995

- Mit Generation X und Generation Golf werden bestimmte Kohorten bezeichnet, die einige Beobachter in den 1990ern auszumachen glauben.
- In den 1990ern werden von einigen Beobachtern 1970er-Retrowellen diagnostiziert, sowohl in der Mode als auch in der Musik (Grunge, Schlager).

### Technik
- Mobiltelefone finden weite Verbreitung. Ab etwa 1997/1998 wird es populär, per SMS zu kommunizieren. Auch Fax-Geräte sind zunehmend gefragt – allerdings macht ab Mitte der 1990er schon die E-Mail dem Fax Konkurrenz. Digitale Anrufbeantworter kommen auf den Markt.
- Im Kraftfahrzeugsektor werden direkteinspritzende Dieselmodelle populär. Darüber werden familienfreundliche Vans immer beliebter. Immer mehr Elektronik wird eingesetzt: Park-Distance-Control, elektronische Fahrwerkshilfen und CAN-Datenbusse.
- Die in den 1980ern begonnene Computerisierung setzt sich fort: PCs finden auch in Privathaushalten zunehmende Verbreitung. Die Microsoft-Windows-Versionen 3.0, 95 und 98 sorgen für eine weite Verbreitung dieses Betriebssystems. Das Unix-Derivat Linux findet ab Mitte des Jahrzehntes auch in der Öffentlichkeit Beachtung. Farbmonitore galten als Standard bei Computern. Bürotechnik- und EDV-Kenntnisse sind schon zu Beginn des Jahrzehnts für Büro-Arbeitskräfte unabdingbar. JAZ- und Zip-Laufwerke versuchen gegen Ende des Jahrzehnts mit mäßigem Erfolg die Diskette abzulösen. Die CD kann sich als Massenspeicher-Medium bei Computern durchsetzen. CD-Brenner werden ab Ende des Jahrzehnts handelsüblich und erschwinglich. 1996 wird die DVD eingeführt. Tintenstrahldrucker werden erschwinglich und lösen damit Ende des Jahrzehnts vermehrt Nadeldrucker in Privathaushalten ab.
- Das Internet wird durch das World Wide Web populär. Mit einem Modem kann man sich über die Telefonleitung ins Internet einwählen. Ende des Jahrzehnts gibt es die ersten „Standleitungen“ ins Netz. Internetcafés entstehen.
- Computerspiele verbreiten und diversifizieren sich. Konsolenspiele erlangen durch die PlayStation und Game Boy/Nintendo-Geräte einen noch breiteren Bekanntheitsgrad. Ausdruck dafür ist die Computerspielfigur Lara Croft aus der Spielserie Tomb Raider, die ab Mitte der 1990er zu einer virtuellen Person der Popkultur wird.
- Der Discman löst zunehmend den Walkman ab.
- Farbkopierer kommen Mitte des Jahrzehnts auf den Markt.
- Energiesparlampen kommen ab Mitte des Jahrzehnts erstmals in größerem Umfang zum Einsatz.

### Medien allgemein
- Der Fall Mehmet um die Abschiebung eines minderjährigen Serienstraftäters ist 1998 ein dominierendes Medienthema.
- Die Glaubensbewegung Fiat Lux erreicht mit ihrer Anführerin und selbst ernannten Reinkarnation Maria Magdalenas Uriella große Medienpräsenz.
- Die Medienschlammschlacht vor und während der Scheidung von Prinzessin Diana und Prinz Charles, die Lewinsky-Affäre, brisante Buchveröffentlichungen mit intimen Details, aber auch die Bereitschaft in der Gesellschaft, über Privatangelegenheiten öffentlich und ungeniert in Fernseh-Talkshows zu sprechen, rufen gegen Ende der 1990er Jahre in Teilen der Medien eine Enttabuisierung hervor, die 2000 in der Fernsehsendung Big Brother einen Höhepunkt erreicht.
- Die Veröffentlichung des Buches Hitlers willige Vollstrecker (orig. Hitler’s Willing Executioners) des US-Amerikaners Daniel Goldhagen löst 1996 eine internationale Geschichtsdebatte über die Täter des Holocaust aus. 1998 löste Martin Walser mit einer Rede in der Frankfurter Paulskirche die Walser-Bubis-Kontroverse aus.

### Fernsehen
- Das Fernsehen differenziert sich immer weiter in Spartenprogramme: Es gibt erste Fernsehsender in Deutschland, die wie Nickelodeon, Super RTL und KiKA ausschließlich oder größtenteils Programme für Kinder senden. Aber auch Sportsender (DSF, 1993), Musiksender (VIVA, 1993, VH-1, 1995, MTV Deutschland 1997) und Kultursender (Arte, 1992) entstehen.
- Die Teleshopping-Sender H.O.T (1995, heute: HSE24) und QVC (1996) gehen in Deutschland auf Sendung.
- Sat.1 strahlt die Die Harald Schmidt Show aus – die erste erfolgreiche deutschsprachige Late-Night-Show nach amerikanischem Vorbild.
- Mit TV München, TV Berlin, Hamburg 1 und B.TV entstehen ab Mitte des Jahrzehnts Regional-Privatfernsehsender.
- Das Bezahlfernsehen kommt auf; Satellitenfernsehen setzt sich europaweit durch.
- Das typische amerikanische Talkshowformat erreicht Deutschlands Privatsender. Tutti Frutti als erste erotische Fernsehshow im deutschen Fernsehen sorgt für Schlagzeilen.
- Animes werden in Europa durch Mila Superstar, Sailor Moon und Ghost in the Shell populär, später auch Dragon Ball, Pokémon und Digimon.
- Sogenannte Trendmagazine werden von Privatsendern gestartet, Beispiele sind Liebe Sünde (VOX, ProSieben), SAM (ProSieben) oder Akte – Reporter decken auf (Sat.1).
- RTL Samstag Nacht macht einige Comedians bekannt. Weitere beliebte Comedy-Formate, die bekannten Comedians und Schauspielern zum Durchbruch verhelfen, sind die Wochenshow und die Bullyparade.
- Nach Gute Zeiten, schlechte Zeiten setzen sich Seifenopern im Fernsehen durch.
- Bekannte Fernsehserien sind (Auswahl): Seinfeld, Der Prinz von Bel-Air, Die Simpsons, Golden Girls, Die Nanny, Beverly Hills, 90210, Baywatch – Die Rettungsschwimmer von Malibu, Walker, Texas Ranger, Roseanne, Cybill, Sabrina – Total Verhext!, Akte X – Die unheimlichen Fälle des FBI, Eine schrecklich nette Familie, Die Kommissarin, Ally McBeal, Raumschiff Enterprise – Das nächste Jahrhundert (in Deutschland), Deep Space Nine, Raumschiff Voyager, Twin Peaks, Friends und Mighty Morphin Power Rangers.
- Takeshi’s Castle erfreut sich Ende des Jahrzehnts großer Anhängerschaften.
- Auch die österreichische Comedy-Serie Tohuwabohu sorgt mit ihrem abgedrehten Humor gerade Anfang des Jahrzehnts für Wirbel im deutschsprachigen Fernsehen.

### Film

#### Einzelbeiträge
- Basic Instinct
- Blair Witch Project
- Bodyguard
- Braindead
- Breakdown
- Das fünfte Element
- Das Schweigen der Lämmer
- Der Soldat James Ryan
- Die Hand an der Wiege
- Die neun Pforten
- Die Truman Show
- Die üblichen Verdächtigen
- Fargo
- Fight Club
- Forrest Gump
- Freddy’s New Nightmare
- Ghost – Nachricht von Sam
- Good Will Hunting
- Godzilla
- Independence Day
- Jackie Brown
- James Bond 007 – GoldenEye
- Jumanji
- Jurassic Park
- Matrix
- Men in Black
- Mission: Impossible
- My Girl – Meine erste Liebe
- Natural Born Killers
- Philadelphia
- Pretty Woman
- Pulp Fiction
- Reservoir Dogs – Wilde Hunde
- Schindlers Liste
- Sieben
- Speed
- Star Wars: Episode I – Die dunkle Bedrohung
- Stirb langsam: Jetzt erst recht
- Terminator 2 – Tag der Abrechnung
- The Crow – Die Krähe
- The Green Mile
- Titanic
- Waterworld
- William Shakespeares Romeo + Julia
- Vergessene Welt: Jurassic Park
- Zeit des Erwachens

Komödien
- Ace Ventura – Ein tierischer Detektiv
- Austin Powers – Das Schärfste, was Ihre Majestät zu bieten hat
- Bean – Der ultimative Katastrophenfilm
- Dumm und Dümmer
- Hexen hexen
- Kevin – Allein zu Haus
- Mrs. Doubtfire – Das stachelige Kindermädchen
- Notting Hill
- Sister Act – Eine himmlische Karriere
- The Big Lebowski
- Und täglich grüßt das Murmeltier
- Wayne’s World
- Verrückt nach Mary
- Vier Hochzeiten und ein Todesfall

Zeichentrickfilme / animierte Filme
- Aladdin
- Das große Krabbeln
- Der König der Löwen
- Toy Story

 Deutschsprachige Beiträge
- 23 – Nichts ist so wie es scheint
- Absolute Giganten
- Aimée & Jaguar
- Bang Boom Bang – Ein todsicheres Ding
- Bennys Video
- Das Leben ist eine Baustelle
- Funny Games
- Go Trabi Go
- Hitlerjunge Salomon
- Homo Faber
- Kleine Haie
- Knockin’ on Heaven’s Door
- Lola rennt
- Pappa ante portas
- Schtonk!
- Schwarze Katze, weißer Kater
- Schwarzfahrer
- Stalingrad

#### Oscar-Gewinner (Bester Film)
- 1990: Miss Daisy und ihr Chauffeur

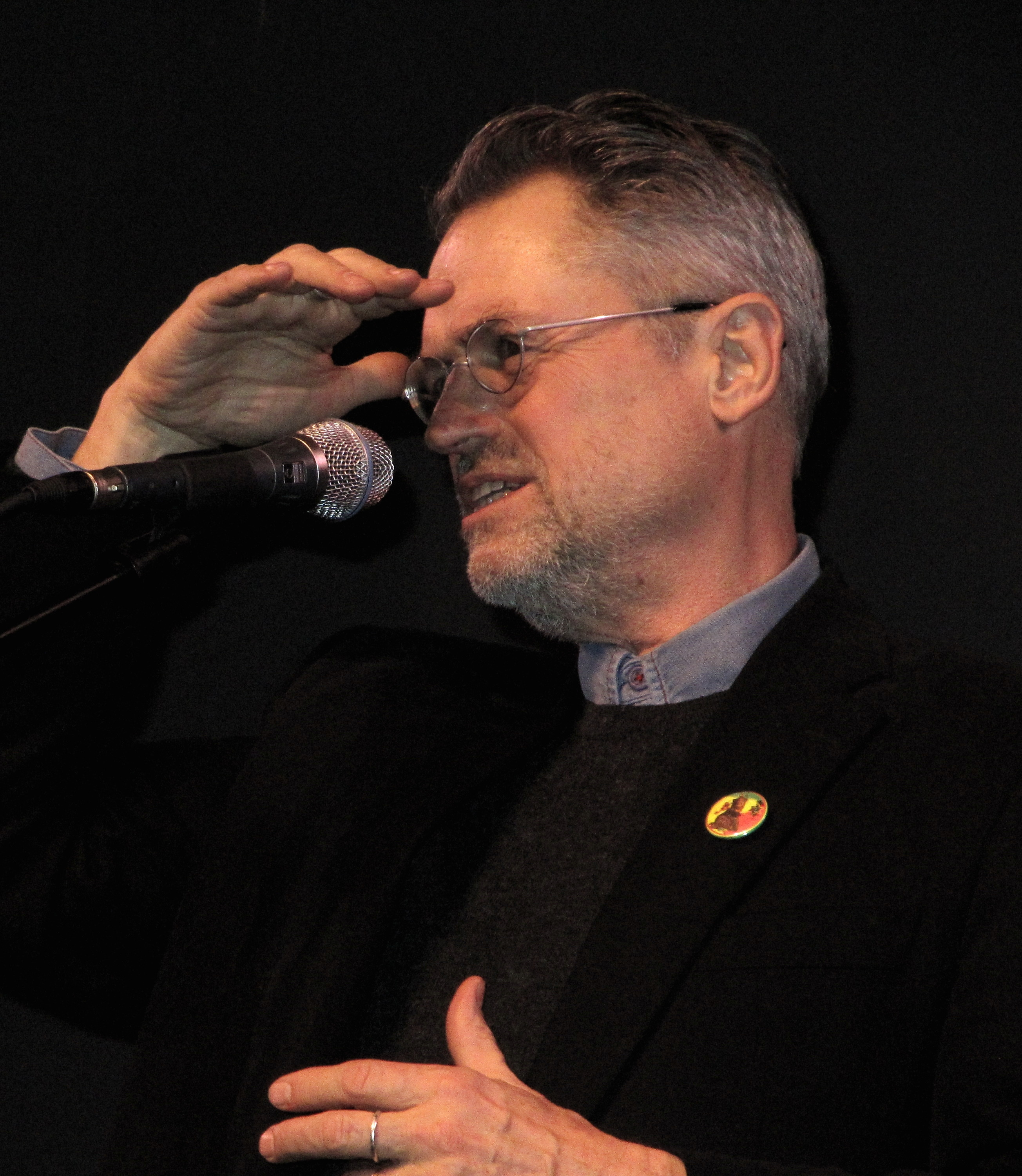
Jonathan Demme, der Regisseur vom „Schweigen der Lämmer“

- 1991: Der mit dem Wolf tanzt

- 1992: Das Schweigen der Lämmer
- 1993: Erbarmungslos
- 1994: Schindlers Liste
- 1995: Forrest Gump
- 1996: Braveheart
- 1997: Der englische Patient
- 1998: Titanic
- 1999: Shakespeare in Love

#### Goldene Palme bei den Filmfestspielen von Cannes
- 1990: Wild at Heart
- 1991: Barton Fink
- 1992: Die besten Absichten
- 1993: Lebewohl, meine Konkubine und Das Piano
- 1994: Pulp Fiction
- 1995: Underground
- 1996: Lügen und Geheimnisse
- 1997: Der Geschmack der Kirsche und Der Aal
- 1998: Die Ewigkeit und ein Tag
- 1999: Rosetta

### Musik

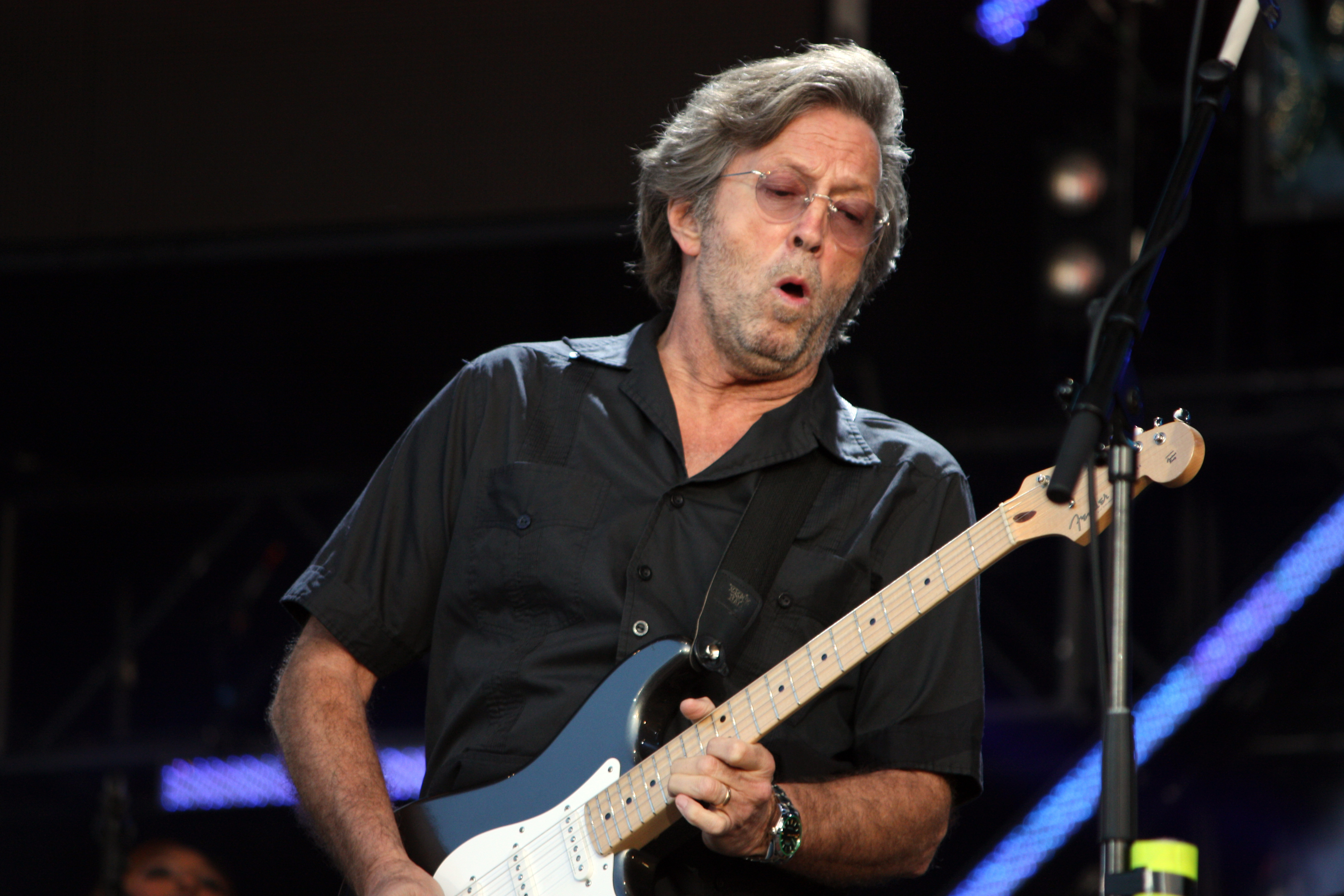
Eric Clapton

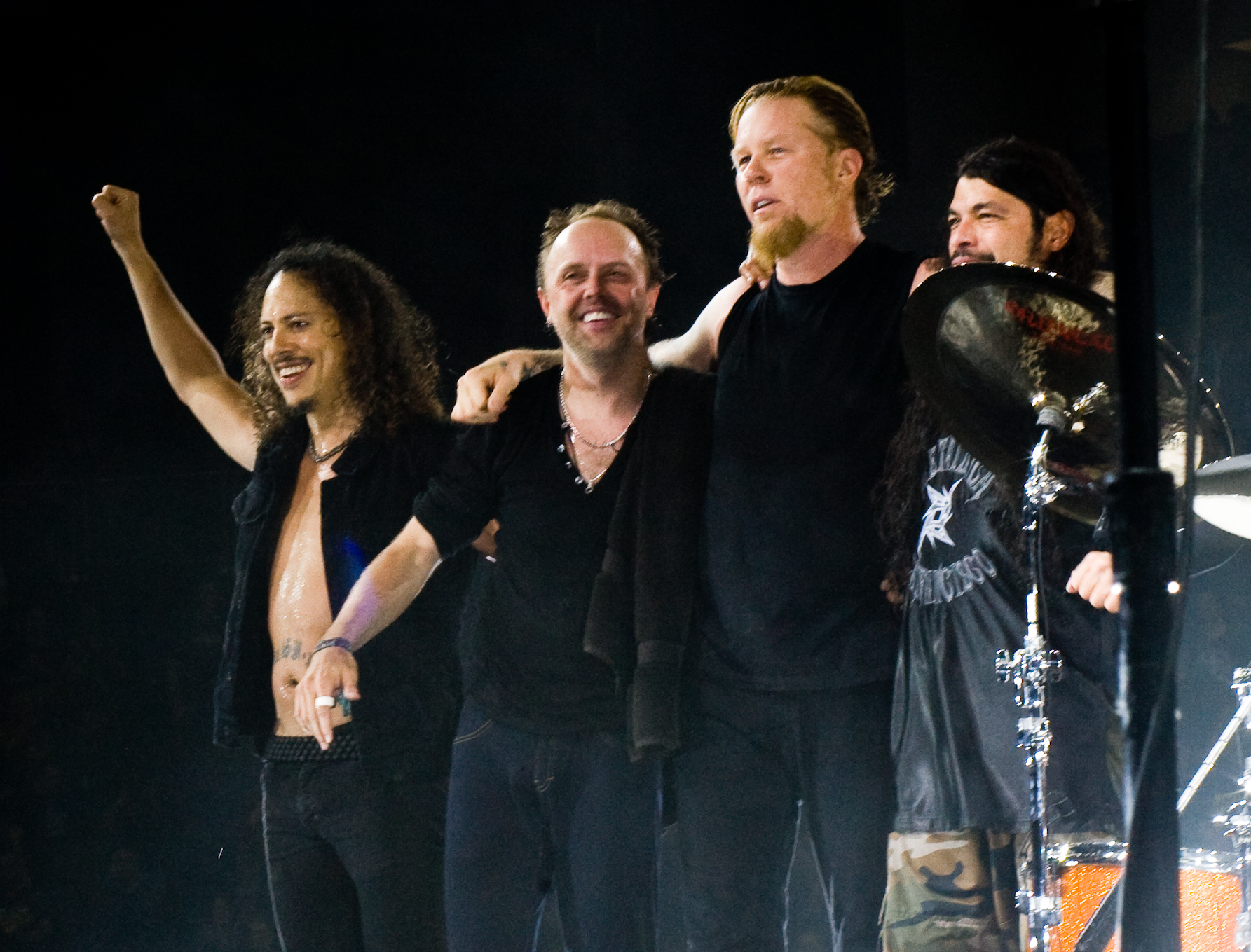
Metallica

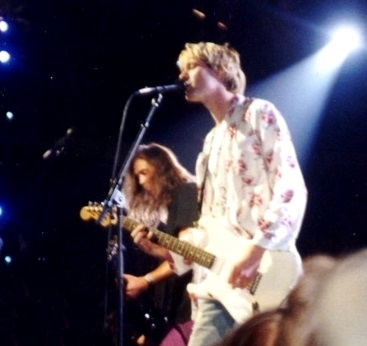
Kurt Cobain

- Bedeutende Musikrichtungen sind unter anderem Hip-Hop, R&B, Eurodance, Techno, Trance, House, Rave, Jungle, Drum and Bass und Trip-Hop.
- Die Musikwelt wird zunehmend durch das Fernsehen und ab Ende des Jahrzehnts auch durch das Internet beeinflusst. So erlebt das Musikfernsehen in den 1990er Jahren den Höhepunkt seiner Popularität, was sich in Deutschland u. a. durch das Erscheinen des ersten deutschen Musiksenders VIVA 1993 und den bald folgenden Ableger VIVA Zwei 1995 sowie 1997 die Etablierung von MTV Germany (dem deutschen und erstmals deutschsprachigen Ableger von MTV, nachdem es zuvor in Europa nur das englischsprachige MTV Europe gab) bemerkbar macht. Gleichzeitig bekommt das Musikfernsehen aber schnell Konkurrenz durch das aufkommende Internet, was ab Ende des Jahrzehnts zu einem allmählichen Bedeutungsverlust führt.
- Allgemein befinden sich die unterschiedlichen Spielarten des Indie-Rock bzw. Alternative im Aufschwung. Unter anderem aus dem britischen Independent der 1980er entstanden, doch mehr auf Massentauglichkeit angelegt, wird der Britpop um Bands wie Oasis und Blur Anfang der 1990er Jahre populär und erreicht die Charts. Gegen Ende der 1990er Jahre entsteht eine zweite Welle des Britpop um Bands wie Radiohead, The Verve, Coldplay, Muse und Travis, die ebenfalls sehr erfolgreich sind.
- Im Hard-Rock-Bereich sind am Anfang des Jahrzehnts Guns N’ Roses dominierend, ehe mit dem Erscheinen des Grunge ab 1991 Hard- und Glam-Rock stark an Bedeutung verlieren, wovon auch Guns N’ Roses nicht verschont bleiben.
- Im Metal-Bereich erreichen Metallica mit dem selbstbetitelten Album erstmals breitere Hörerschichten. Im härteren Segment des Death Metal erlebt Anfang des Jahrzehnts neben dem entstehenden Gothic Metal vor allem die schwedische Szene um Göteborger Bands wie In Flames einen Aufschwung, gegen Ende der Neunziger geht die Entwicklung hier eher zum Black Metal, der stark durch norwegische Bands beeinflusst und weiterentwickelt wird. Massentauglicher und kommerziell erfolgreicher ist allerdings der zum Ende der Dekade hin entstehende Nu-Metal-Bereich um Bands wie Korn, Limp Bizkit, Linkin Park, System of a Down, P.O.D. und Slipknot. Nicht zuletzt Crossover-Bands wie Rage Against the Machine bereiten seit Anfang des Jahrzehnts hierfür den Weg.
- Boygroups werden populär wie nie zuvor. Seit den ausgehenden 1980ern gibt es in der Popmusik eine Entwicklung zu oft zusammengestellten Gruppen, die mit synchronen Tanzperformances arbeiteten. Dazu zählen Gruppen wie die New Edition, New Kids on the Block oder Bros, die Vorreiter dieser Entwicklung sind. Kommerziell gesehen gehören Boyz II Men, Boyzone, TLC, Take That, Destiny’s Child, Backstreet Boys, En Vogue, *NSYNC, Salt ’n’ Pepa, Westlife und die Spice Girls zu den erfolgreichsten Boy- und Girlgroups seit den 1990ern. Der Skandal um die Gruppe Milli Vanilli 1990 verdeutlicht die Risiken solcher künstlich zusammengestellten Gruppen – allerdings hatte Frank Farian in den 1970ern schon mit Boney M. ähnliches praktiziert.[1] Später in den 1990ern gibt es Boybands wie Echt, die auch Instrumente spielen.
- In den deutschsprachigen Ländern ist im Bereich Pop- bzw. Folkmusik The Kelly Family erfolgreich. Den neun Geschwistern gelingt 1994 mit der Single An Angel (Album: Over the Hump) ein großer Erfolg. Jahrelang belegt die irische Familie in der zweiten Hälfte des Jahrzehnts die ersten Plätze v. a. deutscher und österreichischer Hitparaden.
- Im deutschsprachigen Raum ist auch ein Boom des volkstümlichen Schlagers zu bemerken.
- Es kommt in Deutschland zu einem Schlager-Revival, unter anderem durch Guildo Horn, der Deutschland 1998 beim Eurovision Song Contest vertritt, und Dieter Thomas Kuhn.
- Millionen von Partygängern besuchen Technoparaden wie die Berliner Loveparade oder die Zürcher Street Parade.
- Während elektronische Tanzmusik und ihre Spielarten wie Techno, House und Trance zu einem Massenphänomen werden, etablieren sich in diesem Bereich auch unkonventionellere Künstler wie The Prodigy, Faithless, Aphex Twin und Daft Punk, die sich mit anspruchsvollen Kompositionen vom Mainstream abheben.
- Musikfestivals besonders im Pop-, Rock- und Metal-Bereich werden neu gegründet oder melden Besucherrekorde, als Beispiele für größere neu etablierte Festivals seien Hurricane Festival, Wacken Open Air, Rock im Park und With Full Force, aber auch Lollapalooza in den USA genannt. Einen Zuschauerboom erleben auch das Bizarre-Festival, Rock am Ring sowie im Ausland etwa das Roskilde-Festival in Dänemark oder das Dynamo Open Air in den Niederlanden.
- Helge Schneider wird u. a. durch einen Auftritt bei Wetten, dass..? in Deutschland einem Millionenpublikum bekannt, seine Art des Humors in Musik, Film und auf der Bühne findet viele Anhänger, aber auch Kritiker.
- Am Anfang der 1990er Jahre bestimmt der Grunge, als Untergrund-Szene Ende der Achtziger in Seattle, USA, entstanden, zunehmend die kommerzielle Rockmusik. Vor allem Nirvana und Pearl Jam werden weltweit bekannt, aber auch Alice in Chains, die Stone Temple Pilots und Soundgarden erklimmen in der Folgezeit die Spitze der Charts. 1994 begeht Kurt Cobain, Sänger von Nirvana, Selbstmord, was symbolisch das Ende der ersten Boom-Phase des Grunge markiert. In der zweiten Hälfte der 1990er Jahre nimmt die Bedeutung der Grunge-Bands der ersten Generation ab, dafür etabliert sich eine zweite Generation von Grunge-Bands, die unter dem Begriff Post-Grunge zusammengefasst werden. Bedeutende Vertreter sind Bush, die Foo Fighters und Matchbox Twenty.
- Neben Grunge erfährt auch der artverwandte, aber stärker im Indie-Rock und New Wave verwurzelte Alternative Rock einen starken Popularitätsschub. Zu seinen bedeutendsten Vertretern während der 1990er zählen unter anderem die Smashing Pumpkins, Placebo, Garbage, The Cranberries, The Cardigans, Alanis Morissette und Beck. Auch die bereits in den 1980er Jahren erschienenen R.E.M., die zu den Urvätern des Alternative Rock gehören, sind weiterhin sehr erfolgreich.
- Hip-Hop wird ein weltweites Phänomen und erreicht zunehmend auch die weltweiten Charts. War bislang der in New York verwurzelte Eastcoast-Hip-Hop dominierend, gewinnt in den 1990ern der in Los Angeles basierte Westcoast-Hip-Hop an Bedeutung. Auch in Detroit kann sich um Eminem und D12 eine einflussreiche Szene etablieren. Bedeutende amerikanische Künstler während der 1990er Jahre sind unter anderem Snoop Dogg, Wu-Tang Clan, 2Pac und Dr. Dre. In vielen Ländern der Welt bilden sich auch lebhafte lokale Szenen, so auch in Deutschland. Als Pioniere des deutschen/deutschsprachigen Hip-Hop gelten vor allem Die Fantastischen Vier und Advanced Chemistry, später auch Hamburger Gruppen wie Fettes Brot, Beginner und Fünf Sterne Deluxe. In Frankfurt entsteht unter anderen durch Moses Pelham und Sabrina Setlur ebenfalls eine bedeutende Szene. Merkmale vieler deutscher Rapper sind ein fröhlicherer, Pop-orientierterer Sound und lockerere Texte, die sich wesentlich öfter Humor und Ironie als Stilmittel bedienen als der härtere, ernstere, Gangsterrap-beeinflusste US-Hip-Hop.
- 1990 findet in Berlin das größte Rockkonzert seit Öffnung der Mauer statt: Roger Waters – The Wall.
- 1991 stirbt Freddie Mercury von der Band Queen an AIDS. Zahlreiche Musiker aus dem Rock- und Pop-Bereich würdigen ihn 1992 mit dem weltweit übertragenen Freddie Mercury Tribute Concert im Londoner Wembley-Stadion.
- 1992 veröffentlicht Eric Clapton sein Album Unplugged auf dem Lieder wie Tears in Heaven und eine akustische Version des Songs Layla enthalten sind, die die Musikgeschichte bedeutend prägen. Das Album verkauft sich seither 24 Millionen Mal und gewinnt 1993 drei Grammy Awards. Clapton revolutionierte den Gebrauch der Akustikgitarre.
- 1994 wird die Gruppe Rammstein, die musikalisch zur Neuen Deutschen Härte gezählt wird, gegründet.
- 1994 erlebt der Anfang der 1990er Jahre entstandene Eurodance (damals als Dancefloor bezeichnet) seinen Höhepunkt und dominiert zu großen Teilen die deutschen Charts. Typisches Merkmal sind Rap-Strophen gepaart mit eingängigen Liedtexten und Melodien. Bekannte Künstler werden u. a. Snap!, Captain Hollywood Project, DJ BoBo und La Bouche.
- 1995 beginnt mit provokanten Texten und deutschem Hip-Hop der Aufstieg der Gruppe Tic Tac Toe. Bereits zwei Jahre später kommt es während einer spektakulär in Szene gesetzten Pressekonferenz zur ersten Trennung der Band.
- Mitte der 1990er erleben insb. die USA eine Pop-Punk-Welle um Bands wie Green Day und The Offspring.
- 1996 wird Tupac Shakur erschossen.
- 1997 wird The Notorious B.I.G. erschossen.
- 1997 verübt der INXS-Frontmann Michael Hutchence Suizid.
- 1998 verunglückt der österreichische Popkünstler Falco bei einem Autounfall in der Dominikanischen Republik tödlich.
- Ebenfalls 1998 begeht Rob Pilatus (Milli Vanilli) in Frankfurt am Main in einem Hotelzimmer Suizid.
- 1998 wird die Musiktauschbörse Napster als erstes Peer-to-Peer-File-Sharing-Netzwerk bekannt. Es kommt zu Diskussionen und juristischen Auseinandersetzungen mit der Musikindustrie sowie einigen Künstlern, die ihre Urheberrechte verletzt sehen. Andere Musiker befürworten das Prinzip grundsätzlich bzw. nutzen es, um bekannt zu werden.[2][3]
- Lateinamerikanische Musik findet Ende der 1990er als Latin Pop mit populären Künstlern wie Gloria Estefan, Ricky Martin, Jennifer Lopez und anderen Eingang in die Popkultur außerhalb der spanischsprachigen Welt. Beliebt sind auch Sommerhits wie Macarena von Los del Río (1996) und Mambo No. 5 von Lou Bega (1999).
- Ende der 1990er Jahre erfährt Post-Rock durch Bands wie Mogwai und Sigur Ros einen weltweiten Popularitätsschub.

#### Einzelbeiträge Europa
- Eric-Emmanuel Schmitt: Monsieur Ibrahim und die Blumen des Koran
- Elfriede Jelinek: Die Kinder der Toten
- Fräulein Smillas Gespür für Schnee
- Graham Swift: Letzte Runde
- Henning Mankell: Wallander-Romane Band 1–9
- Jean-Christophe Grangé: Die Purpurnen Flüsse
- Joanne K. Rowling: Harry Potter Band 1–3
- Nicholas Evans: Der Pferdeflüsterer
- Wolf Haas: Das ewige Leben

#### Einzelbeiträge außerhalb Europas
- Bret Easton Ells: American Psycho
- Daniel Goleman: EQ. Emotionale Intelligenz
- Gabriel García Márquez: Von der Liebe und anderen Dämonen
- Haruki Murakami: Gefährliche Geliebte
- Michael Crichton: Jurassic Park
- Natsuo Kirino: Die Umarmung des Todes
- Stephen King: The Green Mile

#### Kinder- und Jugendliteratur
- Anatoli Pristawkin: Wir Kuckuckskinder
- Jürg Schubiger: Als die Welt noch jung war
- Mirjam Pressler: Wenn das Glück kommt, muss man ihm einen Stuhl hinstellen
- Ulrich Karger: Die Odyssee

### Kunst
- 1992: Documenta IX
- 1997: Kunstausstellung Sensation der YBAs.
- 1997: Documenta X

### Sport

Logo der Olympischen Winterspiele 1992

- XVI. Olympische Winterspiele in Albertville 1992; 8. Februar 1992 bis 23. Februar 1992
- XXV. Olympische Sommerspiele in Barcelona 1992; 25. Juli 1992 bis 9. August 1992
- XVII. Olympische Winterspiele in Lillehammer 1994; 12. Februar 1994 bis 27. Februar 1994
- XXVI. Olympische Sommerspiele in Atlanta 1996; 19. Juli 1996 bis 4. August 1996
- XVIII. Olympische Winterspiele in Nagano 1998; 7. Februar 1998 bis 22. Februar 1998
- Bei der Fußball-Weltmeisterschaft 1990 in Italien wird die deutsche Fußballnationalmannschaft mit Trainer Franz Beckenbauer zum dritten Mal in ihrer Geschichte Weltmeister.
- Die Fußball-Weltmeisterschaft 1994 findet erstmals in den USA statt. Die brasilianische Mannschaft gewann den vierten Titel für das Land.
- Bei der Fußball-Weltmeisterschaft 1998 ist Frankreich das ausrichtende Land. Die Équipe Tricolore kann die WM auch zum ersten Mal gewinnen.
- 1991 wird in China erstmals eine Fußball-Weltmeisterschaft der Frauen ausgetragen. Nach jeweils vier Jahren sind Schweden 1995 und die USA 1999 die Ausrichter.
- Im Tennis ist Pete Sampras einer der bedeutendsten Spieler. Sechsmal, von 1993 bis 1998, belegt er zu Saisonende den ersten Platz der Weltrangliste.
- 1994 erreicht der deutsche Rennfahrer Michael Schumacher in Adelaide (Australien) seine erste von sieben Fahrer-Weltmeisterschaften in der Formel 1 im letzten Rennen der Saison am 13. November. Nach einem Unfall mit seinem Rivalen Damon Hill (Williams-Renault) in Runde 36, bei dem beide Fahrer das Rennen vorzeitig beenden müssen, sichert sich der Deutsche im Benetton-Ford mit nur einem Punkt Vorsprung auf Hill den Titel.
- 1994 stirbt der dreimalige brasilianische Formel-1-Weltmeister Ayrton Senna am 1. Mai während des Großen Preis von San Marino in Imola nach einem schweren Unfall. Einen Tag zuvor verunglückte dort bereits der österreichische Rennfahrer Roland Ratzenberger tödlich.
- 1996 stirbt der österreichische Profi-Bodybuilder Andreas Münzer an Multiplen Organversagen.
- Der Boxer Julio Cesar Chavez bleibt 89 Kämpfe lang ungeschlagen. Sein Kampf gegen Meldrick Taylor wird von The Ring zum Kampf des Jahrzehnts gekürt.[4]
- Jan Ullrich gewinnt 1997 die Tour de France und sorgt damit für steigendes Interesse am Radsport in Deutschland. Gleichzeitig wird der Sport jedoch immer wieder von Doping-Affären überschattet. Die Tour de France 1998 wird vom Festina-Skandal erschüttert, Jan Ullrich wird später Teil des Dopingskandals Fuentes, und Lance Armstrong, der 1999 erstmals die Tour de France gewinnt, wird später ebenfalls Doping nachgewiesen, was zur Aberkennung seiner Tour-de-France-Titel und lebenslangen Sperre durch die UCI führt.
- Der frühere Leichtathletik-Star Florence Griffith-Joyner stirbt am 21. September 1998 38-jährig durch einen epileptischen Anfall im Schlaf.
- Basketball und infolge der verwandte Streetball gewinnen in den 1990ern weltweit vor allem unter Jugendlichen an Popularität, bedingt maßgeblich durch Superstar Michael Jordan und seine Siegesserie mit den Chicago Bulls und seinen Auftritt mit dem „Dream Team“ bei den Olympischen Spielen 1992. In Deutschland sorgen zudem der überraschende Gewinn der Basketball-Europameisterschaft 1993 und das Erscheinen von Dirk Nowitzki für wachsendes Interesse an diesem Sport.
- Gutachter finden bei Juventus Turin 281 Medikamente; „genug für die Versorgung einer Kleinstadt“. Der Manager  Antonio Giraudo, der Klubarzt Riccardo Agricola und der Pharmazeut Giovanni Rossato werden schuldig gesprochen, systematisches Teamdoping betrieben zu haben.[5][6]

### Mode
- Der Begriff Girlie kommt als Bezeichnung für junge, stereotypisch weiblich gekleidete Frauen auf.[7] In der Musik finden sich Vorbilder wie die Spice Girls oder Gwen Stefani (Just a Girl), in Deutschland Blümchen oder Lucilectric (Mädchen).
- 1994 verschwinden die letzten Schulterpolster aus der Modewelt.
- Ab etwa 1996 wird wieder mehr körperbetonte Mode getragen.
- Bei männlichen Jugendlichen geht der Trend zu weiten Baggy Pants, die aus der Hip-Hop- und Skater-Kultur kommen. Schon Anfang der 1990er sind diese als Stilbestandteil der amerikanischen Popkultur zu entdecken (etwa bei Kris Kross’ Jump 1992), setzen sich aber im Laufe der 1990er auch in Deutschland mehr und mehr durch. Siehe auch: Jeans
- Der Grunge-Hype macht zu Anfang des Jahrzehnts das Holzfäller- oder Flanellhemd populär, gern auch kariert.
- Auch die Technokultur hat starken Einfluss auf die Mode, etwa mit weiten Hosen oder Kleidungsstücken in Neonfarben.

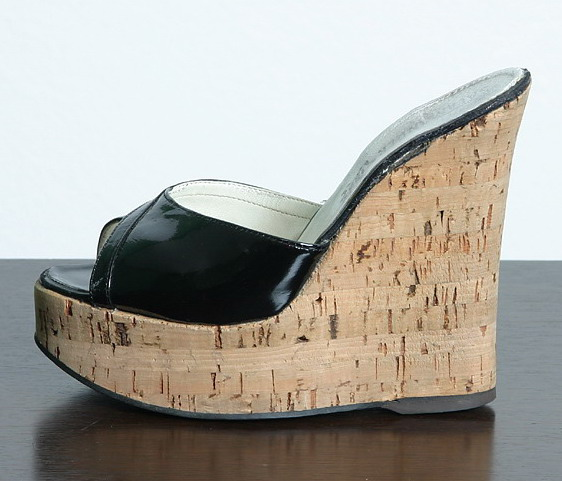
Plateaupantolette mit Korkboden und hohem Keilabsatz

- Ab etwa Mitte der 1990er bis etwa 2000 kommen als 1970er-Revival Plateauschuhe in Mode.
- Bis 1993 werden lange Haare bei Mädchen und Frauen mit Haarbändern aus neonfarbenem Frottee und Samt sowie gestylten Haarreifen gebändigt.
- Mitte der 1990er Jahre verschwindet die Dauerwelle schlagartig beim jungen Publikum. Als Auslöser hierfür gilt die Frisur von Jennie Garth in der von 1993 bis 1995 angesagten US-Fernsehserie Beverly Hills, 90210.
- Seit dem Anfang der 1990er, auch durch die Grunge- und Metal-Szene, sind lange Haare für Männer im Trend, besonders bei Jugendlichen. Zum Ende des Jahrzehnts ebbt dies wieder ab.
- Ende der 1990er sind aufgestylte dunkelgefärbte Haare mit blonden Spitzen bei jungen Männern angesagt, zum Teil aber auch im Punkrock- oder Techno-Stil (Scooter) ganz blondiert. Bei Frauen liegen zu dieser Zeit „Multicolor-Strähnen“ schwer im Trend, sowie als Gag eine einzelne Haarsträhne mit einem meist blauen Mascara-Stift in die Haare gezogen.
- 1998/1999 sieht man Zickzack-Mittelscheitel bei Bobfrisuren.
- Der sehr schrille Schminkstil der Techno- und Rave-Anhänger schwappt zum Teil auf die übrige Modewelt über, besonders mit weißem Lippenstift und künstlichen Wimpern.
- Piercings und Tattoos werden ab etwa Mitte der 1990er salonfähig.

### Sonstiges

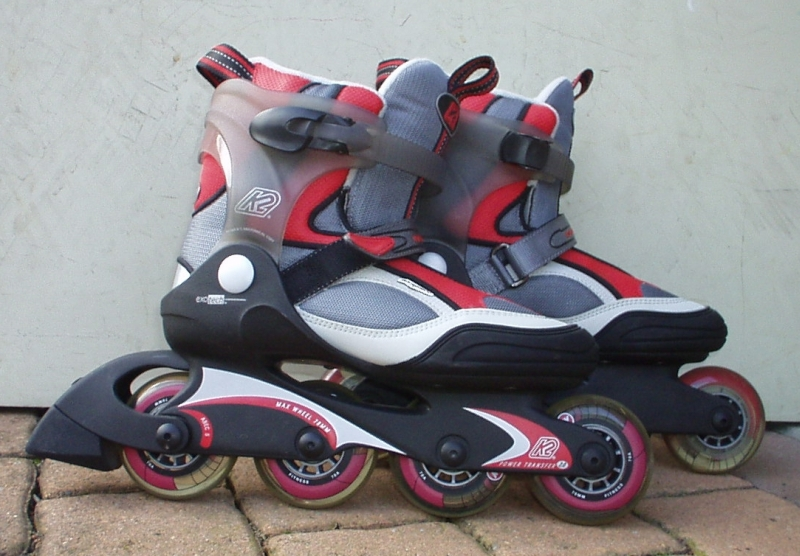
Softboot-Inlineskates

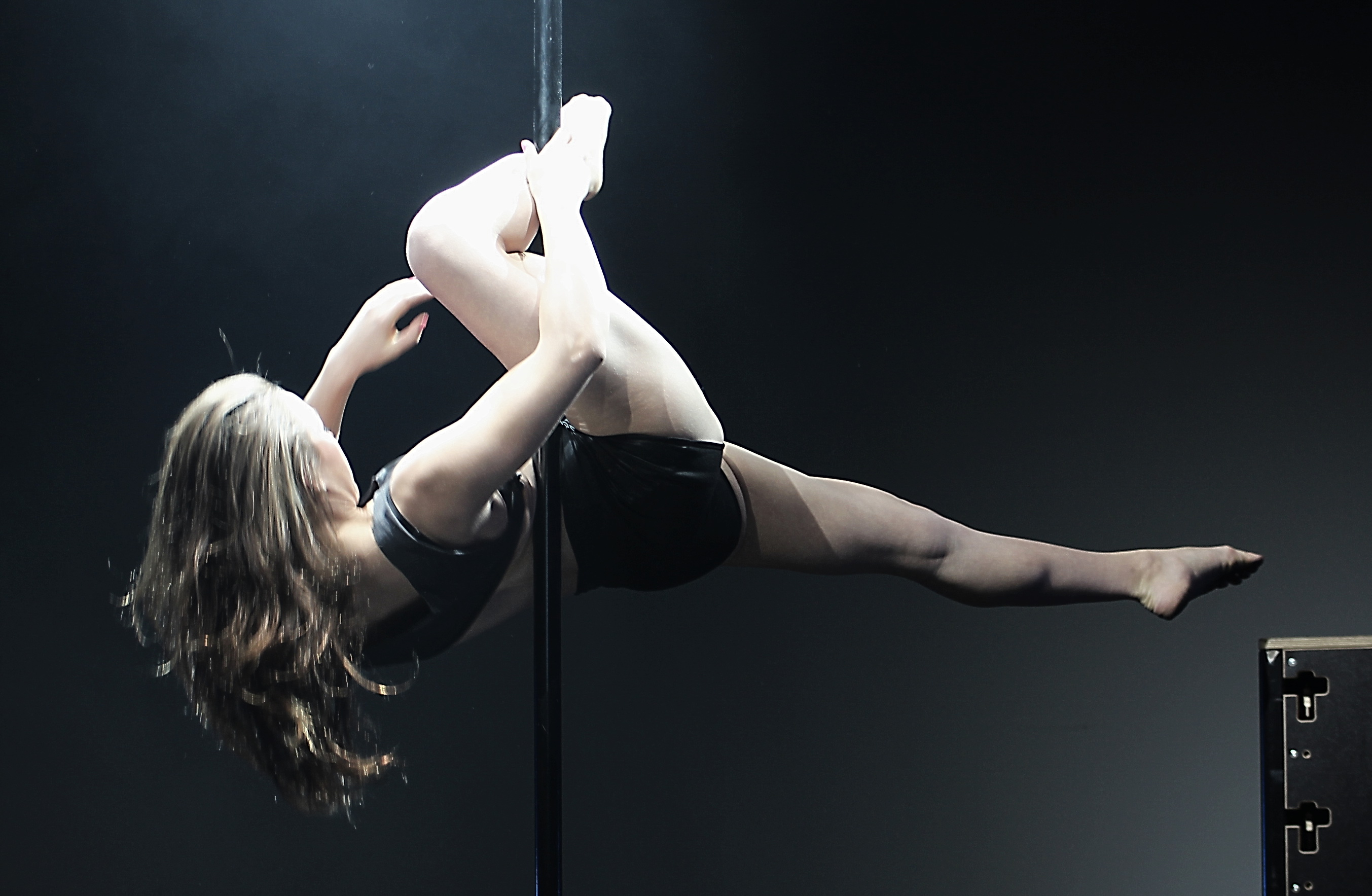
Go-go-Tänzerin an der Stange

- Inlineskates lösen die Rollschuhe ab.
- Schon Anfang der 1990er erfreuen sich diverse „Börsen“ zum Tausch und Kauf großer Beliebtheit.[8] Zwei Beispiele hierfür sind Plattenbörsen (Schallplatten und CDs) und Filmbörsen (VHS, Plakate, Merchandise). Etwa 1997 erreicht dieser Trend seinen Höhepunkt und ebbt 1999, nicht zuletzt verursacht durch Internet-Auktionshäuser, wieder merklich ab.
- Überraschungseier-Börsen schlagen ab 1997 alle Rekorde.[9] Sogar eigene Bücher werden veröffentlicht.
- Flohmärkte zu besuchen und selbst Sachen feilzubieten gilt als schick.
- 1994/95 ist bei Kaffeefreunden kurzzeitig mit diversen Geschmacksrichtungen aromatisierter Instant-Coffee von Tchibo und Eduscho angesagt.
- Die Mittelmeerinsel Ibiza wird ab Mitte der 1990er Jahre vom Techno- und Rave-Publikum als Partyinsel entdeckt und belagert.
- In Diskotheken sind immer häufiger Go-go-Tänzer zu sehen.
- Last-Minute-Urlaub im Mittelmeergebiet gilt 1996/1997 als Volkssport. Die Reiseunternehmen unterbieten sich gegenseitig mit Schnäppchen.
- Durch die US-Fernsehserie Akte X ausgelöst, entwickelt sich ab 1995/1996 ein neuer Glaube an Außerirdische und UFOs. Ebenfalls entsteht eine Esoterik-Welle, die spätestens 2000 mit Powerbeads und Ähnlichem ihren Höhepunkt erreicht. Yogi-Tee wird im Zuge dessen bei deren Anhängern gern serviert.
- Die Tigerente wird Anfang des Jahrzehnts kurzzeitig zum Kultobjekt in Deutschland.
- Die Diddl-Maus ziert ab etwa 1996 Postkarten, Schultaschen und Merchandising-Artikel jeder Art.
- Tamagotchi wird 1997 zu einer Modeerscheinung.[10]
- Der Boom der Internet-Auktionshäuser beginnt sich zu Ende des Jahrzehnts abzuzeichnen.
- Aufkommen der Sponsorenläufe
- Das mit dem Preis Spiel des Jahres ausgezeichnete[11] und bis heute erfolgreiche Spiel Die Siedler von Catan kommt 1995 auf den Markt.[12]